# کولهام
کولهام (به انگلیسی: Culham) یک روستا و محله مدنی در بریتانیا است که در ابینگدن، آکسفوردشر  واقع شده‌است. کولهام ۸٫۲۹ کیلومتر مربع مساحت و ۴۵۳ نفر جمعیت دارد.